# Algoritmo di Kernighan-Lin
L'algoritmo Kernighan–Lin è un algoritmo euristico per la soluzione del problema della partizione di un grafo con complessità computazionale {\displaystyle O(n^{2}\log n)}.
Questo algoritmo, proposto nel 1970 da Shen Lin e Brian Kernighan, ha importanti applicazioni per la progettazione di circuiti digitali e VLSI.

## Descrizione
Si consideri il grafo {\displaystyle G=(V,E)}, dove {\displaystyle V} denota l'insieme dei vertici ed {\displaystyle E} l'insieme degli archi.
L'algoritmo mira a trovare una partizione di {\displaystyle V} in due sottoinsiemi {\displaystyle A} e {\displaystyle B} di uguale cardinalità, tali che la somma {\displaystyle T} del costo degli archi fra elementi di {\displaystyle A} e {\displaystyle B} sia minimizzato.
In particolare, se si denota con
{\displaystyle I_{a}} il costo interno di {\displaystyle a} (cioè la somma del costo degli archi fra {\displaystyle a} e altri elementi che sono nello stesso sottoinsieme, sia esso {\displaystyle A} o {\displaystyle B})
{\displaystyle E_{a}} il costo esterno (cioè la somma del costo degli archi fra {\displaystyle a} e tutti gli altri vertici che non appartengono al medesimo insieme di {\displaystyle a})
{\displaystyle D_{a}=E_{a}-I_{a}} la differenza di costo
Allora si ha che se si scambiano due elementi {\displaystyle a} e {\displaystyle b} (uno appartenente ad {\displaystyle A}, l'altro a {\displaystyle B}), si ha una riduzione di costo
{\displaystyle T_{vecchio}-T_{nuovo}=D_{a}+D_{b}-2c_{a,b}}
dove con {\displaystyle c_{a,b}} si denota il costo dell'arco fra {\displaystyle a} e {\displaystyle b}.
L'algoritmo cerca una sequenza ottimale di permutazioni di un elemento di {\displaystyle A} e uno di {\displaystyle B} tale da massimizzare{\displaystyle T_{vecchio}-T_{nuovo}}.
its one of the optimized algorithms.

## Pseudocodice
Vedi
```
 1  
function
 Kernighan-Lin(
G(V,E)
):
 2      determina una partizione iniziale dei vertici in A e B
 3      
do

 4         A1 := A; B1 := B
 5         calcola D per tutti gli a in A1 e b in B1
 6         
for (i := 1 to |V|/2)

 7            trova a[i] da A1 e b[i] da B1 tali che g[i] = D[a[i] ] + D[b[i] ] - 2*c[a[i] ][b[i] ] è massimale
 8            sposta a[i] a B1 e b[i] ad A1
 9            tralascia a[i] e b[i] da ulteriori considerazioni
 10           aggiorna i valori di D per gli elementi di A1 = A1 /{a[i]} and B1 = B1 /{b[i]}
 11        
end for

 12        trova k che massimizza g_max=g[1] + ... +g[k]
 13        
if (g_max > 0)
 
then

 14           Scambia a[1],a[2],...,a[k] with b[1],b[2],...,b[k]
 15     
until (g_max <= 0)

 16  
return G(V,E)
```